# Ołtarz pergamoński

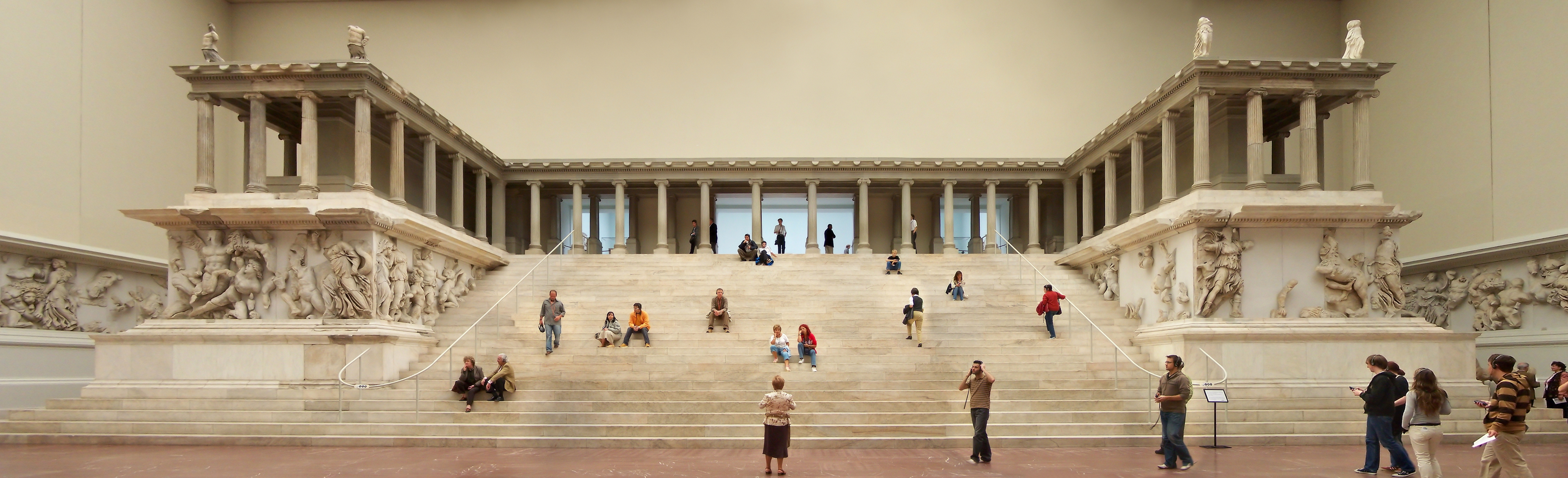
Ołtarz pergamoński – rekonstrukcja (Muzeum Pergamońskie w Berlinie)

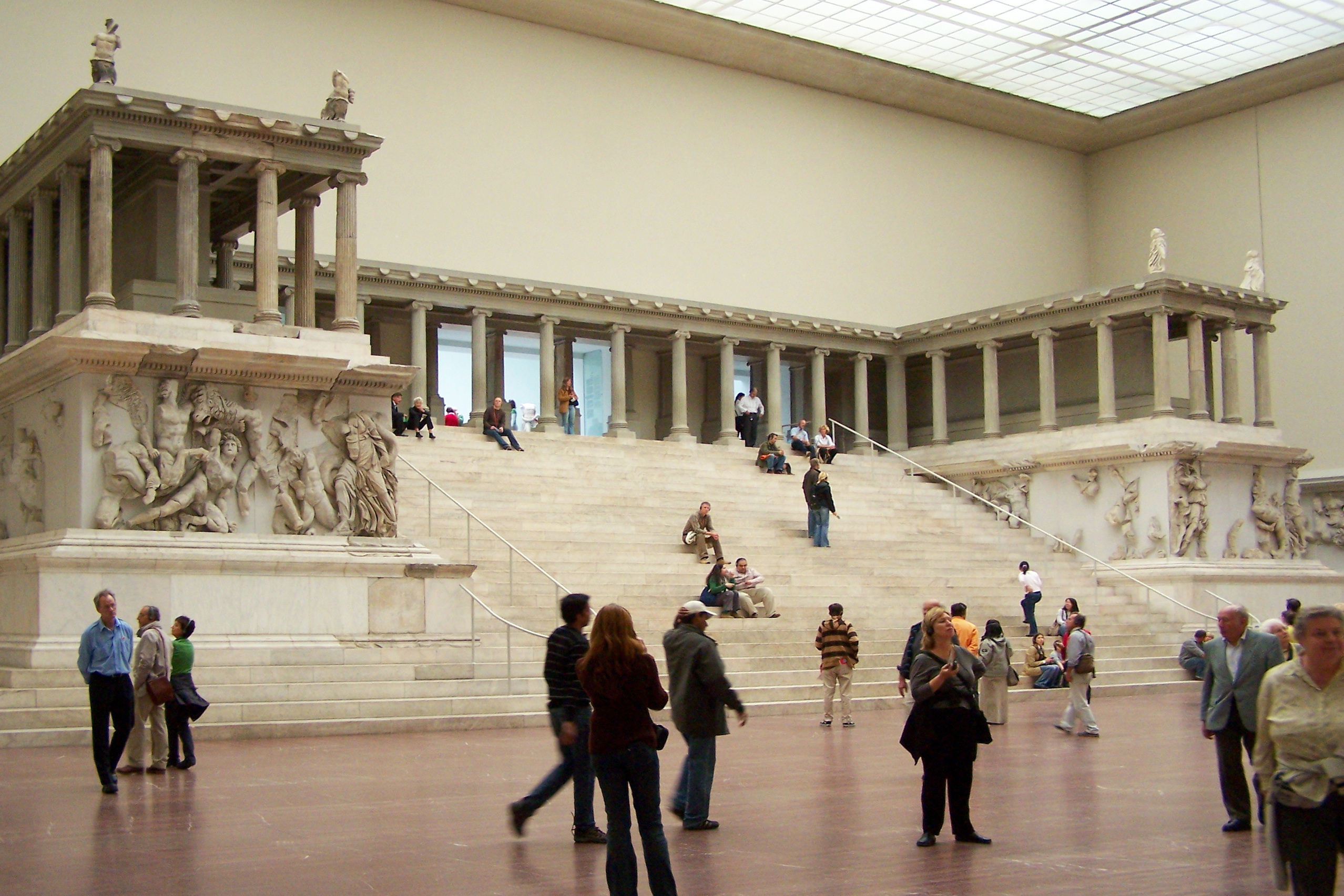
Ołtarz pergamoński (Muzeum Pergamońskie w Berlinie)

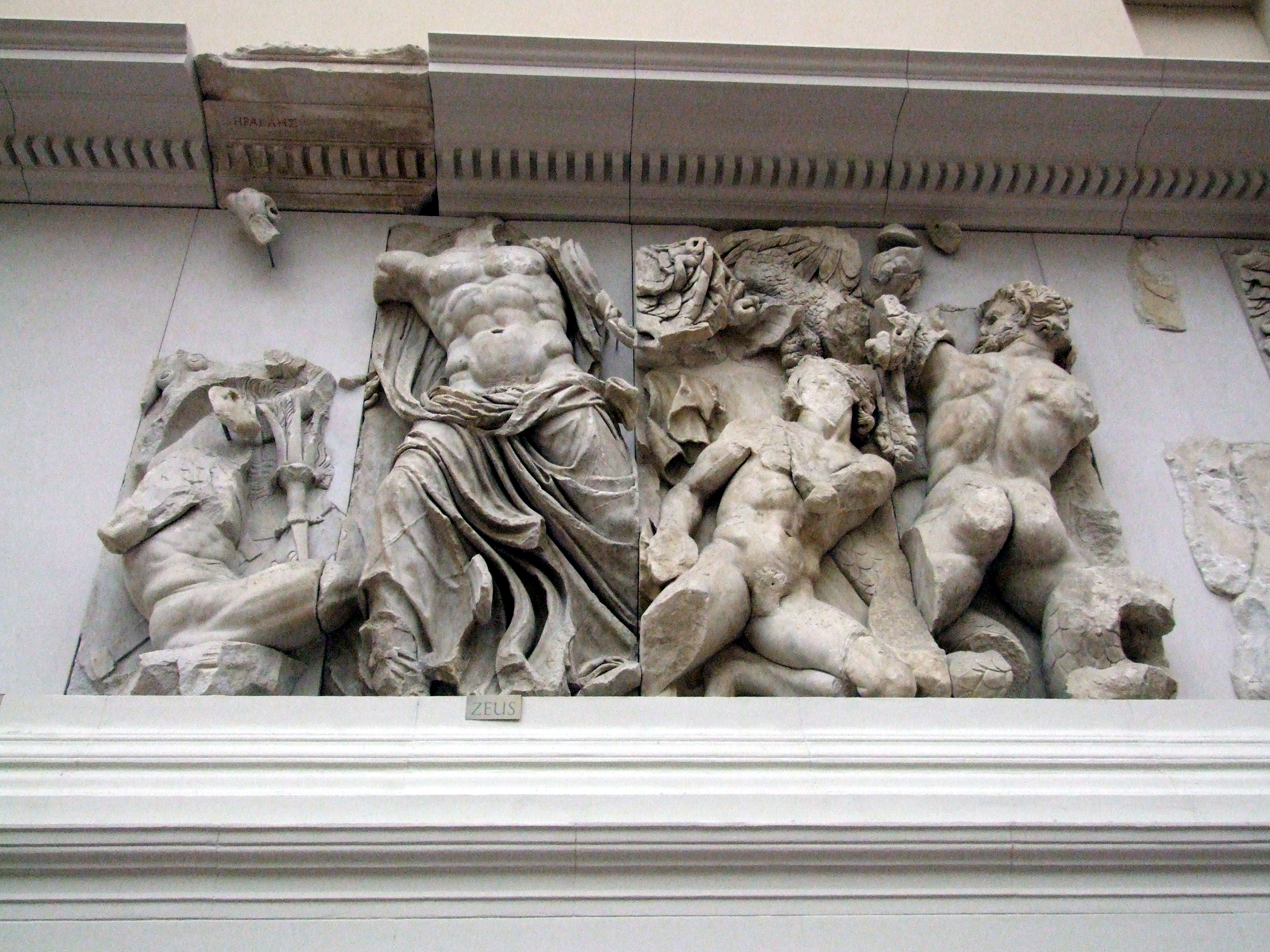
Fryz przedstawiający sceny z gigantomachii

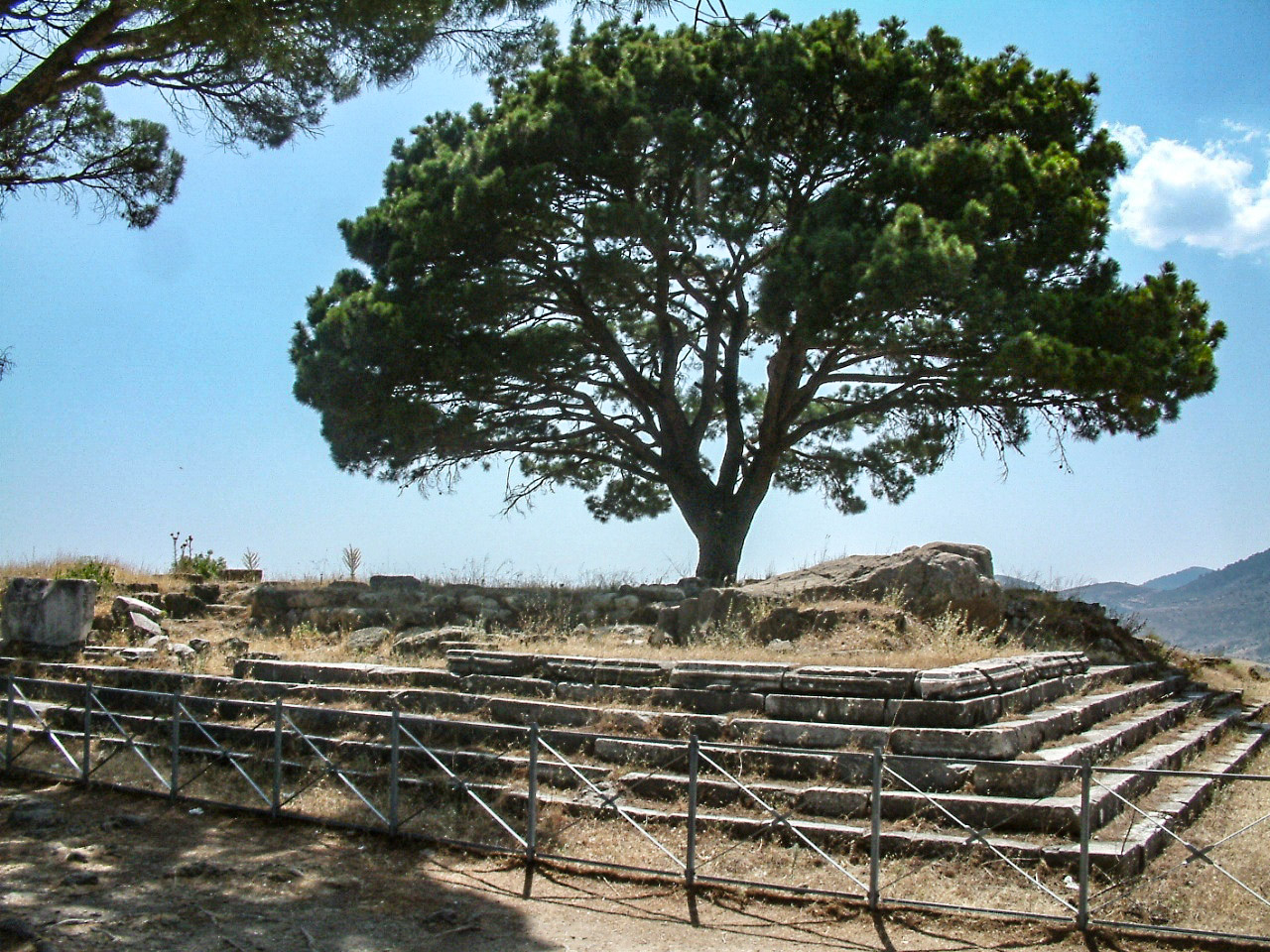
Pergamon – cokół ołtarza

Ołtarz pergamoński – wolno stojący ołtarz przedstawiający sceny z Gigantomachii. Najpewniej został zbudowany według projektów Menekratesa z Rodos, w latach 180–160 p.n.e. w Pergamonie przez Eumenesa II dla upamiętnienia zwycięstwa nad Galatami.

## Konstrukcja
Wzniesiono go pośrodku dziedzińca na drugim tarasie pergameńskiego akropolu, dzięki czemu można było go podziwiać ze wszystkich stron. Ołtarz miał kształt prostokątnej budowli, otwartej ku zachodowi, o wymiarach 36,4 × 34,2 m, z dwoma wysuniętymi bocznymi skrzydłami, między którymi biegły monumentalne schody o szerokości 20 m. Stopnie schodów zamykały także boki skrzydeł ołtarza. Powyżej cokołu (wysokości 5,5 m) umieszczony był ciągły fryz, zwany Wielkim (wysokość fryzu 2,3 m, długość 120,0 m), przedstawiający sceny z gigantomachii – walki bogów olimpijskich z gigantami. Na ścianie wschodniej uwieczniono bogów olimpijskich (Zeus, Atena, Artemida, Leto, Ares, Hera, Apollo); na zachodniej – bogów ziemi i morza (Amfitryta, Nereus, Doris, Tryton, Tetyda), a na południowej – bogów światła (Helios, Eos, Selene). Nad nim umieszczona była jońska kolumnada, złożona z 12 kolumn zamykających od zachodu rodzaj podłużnej sali – przedsionka; w głębi odpowiadało im tyleż pilastrów.
Przez przedsionek przechodzono na, utworzony przez kolumnadę, portykowy dziedziniec wyłożony płytami. Właściwy ołtarz ofiarny znajdował się wewnątrz tego dziedzińca. Niewykończenie pewnych fragmentów oraz widoczny pośpiech w wykonaniu świadczą, że ołtarz prawdopodobnie nie został ukończony przed śmiercią swojego inicjatora – Eumenesa II. Ściany wewnętrzne ołtarza ozdobione były płaskorzeźbami, tworzącymi tzw. Mały Fryz o długości 79 m, opowiadającymi historię z życia Telefosa, syna Heraklesa, uważanego za mitycznego założyciela Pergamonu. Poszczególne sceny z życia Telefosa przedstawiono w porządku narracyjnym.
Wykonane przez kilkunastu artystów rzeźby zdobiące fryz charakteryzują się niezwykłym realizmem, dynamiką ruchu, którą podkreślają fałdy szat, dramatyzmem treści oraz misterną techniką wykonania w głębokim reliefie (zwłaszcza w płaskorzeźbach zdobiących ściany boczne budowli).

## Znaczenie
Ołtarz zaliczany jest do szczytowych osiągnięć sztuki hellenistycznej. Architektura pergameńskiego ołtarza miała wpływ na inne obiekty tego typu, jak np. ołtarz Ateny w Priene i ołtarz Artemidy w Magnezji nad Meandrem, również ozdobione płaskorzeźbami.
W otwierającym biblijną księgę Apokalipsy liście do kościoła w Pergamonie autor zwraca się do adresata:

Wiem, gdzie mieszkasz: tam, gdzie jest tron szatana;
Οἶδα ποῦ κατοικεῖς· ὅπου ὁ θρόνος τοῦ Σατανᾶ·

Zdaniem niektórych komentatorów, biblijny autor pisząc o „tronie szatana” w Pergamonie odnosił się właśnie do ołtarza. Według Waldemara Chrostowskiego jest to nawiązanie do kultu imperialnego oraz posągu Augusta ustawionego w świątyni Artemidy, bądź do tzw. Wielkiego Ołtarza.

## Odnalezienie i rekonstrukcja
W późniejszych czasach ołtarz został zniszczony, a materiał wykorzystany przy budowie tzw. murów bizantyjskich (wzniesionych ok. 700). Podczas prac wykopaliskowych, prowadzonych w latach 1878–1880 przez niemiecką ekspedycję archeologiczną pod kierownictwem Carla Humanna, odkryto płyty pokryte płaskorzeźbami. Elementy ołtarza zostały przewiezione do Berlina. W latach 1911–1930 ołtarz zrekonstruowano. Obecnie jest eksponowany w Muzeum Pergamońskim. W miejscu, gdzie znajdował się ołtarz, prowadzone są prace archeologiczne.